# داني بوي كولينز
داني بوي كولينز (بالإنجليزية: Danny Boy Collins)‏ هو مصارع محترف بريطاني، ولد في 21 فبراير 1967 في برستل في المملكة المتحدة.

## روابط خارجية
- داني بوي كولينز على موقع CageMatch worker (الإنجليزية)
- داني بوي كولينز على موقع قاعدة بيانات المصارعة على الإنترنت (الإنجليزية)